# Georges Saulterre
 (septembre 2019).
Georges Saulterre est un sculpteur français né le 1er mars 1943 à Conegliano (Vénétie) et mort le 28 novembre 2024 à Rambouillet.
Son œuvre comporte des sculptures de terre cuite, bronze, ciment, céramique et autres matériaux, ainsi que des œuvres monumentales en acier ou inox poli.

## Biographie

### Origine et formation
Georges Saulterre naît en Italie en 1943 à Conegliano, près de Venise, dans une famille pauvre issue de la noblesse.
À Paris, après des études classiques, il suit les cours de l'École des arts appliqués, où il apprend les bases de la sculpture et des matériaux, de l'architecture aussi, auprès de Antoniucci Volti et Jean-André Cante.
Saulterre présente ses œuvres de jeunesse lors de premières expositions de peintures et de sculptures à Paris : Hilton Paris Opéra, Galerie Suzanne Barrant place des Vosges à Paris[réf. nécessaire]. Il rencontre un succès immédiat, vend toutes ses œuvres en quelques jours et s'achète un château en ruine du XIIe siècle, le château de Piégros à Piégros-la-Clastre, dans le département de la Drôme. 

### Autoroutes de France
À la suite de sa réflexion sur la perception visuelle que l'on a en parcourant les grands axes autoroutiers, il a l'idée de profiter de ce grand angle pour y installer des sculptures monumentales et offrir ainsi aux voyageurs une approche nouvelle de la culture en espace public. La première sera Le Héron cendré d'une hauteur de 8,50 mètres sur l'autoroute Chartres/Orléans en 1978.
Impressionné par la cathédrale de Chartres, il propose en 1989 une nouvelle sculpture de 21 mètres de haut : Les Flèches des cathédrales, qui figurera dans le Guinness des records. Suivront notamment Sur la trace des Vikings, Le Signal des Alpes, À l'aube des temps.

### Chine
Attiré par l'art asiatique, il est repéré par différentes galeries chinoises et ouvre son propre magasin, l'Espace Saulterre à Shanghai. Il réalisera quelques sculptures monumentales pour la ville, telles une Déesse dans le quartier français, puis Ange et tortue glorieuse installée au parc Jing'an et Search and Wander, dans Wujiang Road.
Pour l'inauguration de Art and Culture Chanel du groupe SMG [Quoi ?], il crée en 2008 une sculpture de 5 mètres de haut sur le thème de La Création du monde. [Quand ?] Éruption solaire, sculpture monumentale en coulée d'inox pour le parc de sculptures de Qingdao.
En 2015, Éruption solaire, Ange et tortue glorieuse,,.

## Expositions
- Expositions à Paris depuis 1970, à New York (1988-1989), à Melbourne (Australie) en 1989, à l'abbaye de Moissac [10](1991), à Cavaillon [10](1994).
- Expositions à La tour des cardinaux (1998), au Palais Bénédictine de Fécamp (1999)[11],[12],[13].
- Shanghai : Expositions Shanghai Art Fair  2006/2007/2008
- Concours pour le mémorial du World Trade Center, New York, Fille de la Liberté (2001) . [réf. nécessaire]
- Exposition au musée d’Art contemporain de Cuzco (Pérou) sur le Réchauffement climatique (2016). [réf. nécessaire]

## Récompenses
- Premier prix de la sculpture européenne du conseil général du Loiret en 2006 [réf. nécessaire].
- Médaille d'or de la Société académique Arts-Sciences-Lettres en mai 2011[14].
- Award des 12 plus grands artistes contemporains chinois et étrangers décernée par Shanghai Media Group (2008)[15]
- Premier prix de la sculpture européenne du conseil général du Loiret (2006)[16]

## Missions
- Mission Adagp auprès du Conseil de gestion de la section particulière des artistes auteurs au sein de l’Afdas
- Curateur du sculpteur Yiming Min pour son exposition à l’Espace Cardin Paris[17]

## Collections publiques
Belgique
- Bruxelles, Cour royale de Belgique : vase contemporain numéroté, 1976.

Chine
- Qingdao, musée d’Art contemporain
- Shanghaï : l’Exposition Universelle, Installation de deux sculptures « Joséphine l’insoumise » symbolisant le thème « Vivre sa ville » Wu Jian Road[18]
- Dingli Funjian, musée d'art[19],[20]

États-Unis
- New York, Museum of Modern Art : sculpture en verre pressé, 1976.

France
- Auvillar, Arkad Centre d'Art : sculpture en bronze, 1991.
- Limoges, musée national Adrien-Dubouché : sculpture pâte de verre et assiette en céramique, 2000.
- Nancy, musée du Cristal : Argos et Panoptès, 2015-2016, pâte de verre, édition Daum[21].

## Œuvres dans l'espace public
- études d'esthétique industrielle ; mise au point de couverts, plats, objets en céramique, étains contemporains ;
- sculpture Oiseau aigrette à Clamart (1975) ;
- sculptures monumentales à la Grande-Motte (1977), à Versailles (1977), Héron cendré à Dambron (1978) ;
- Les Flèches des cathédrales (1989) sur l'autoroute A10 de Chartres-Orléans ;
- Sur la trace des Vikings (1991) sur l'autoroute A13 ;
- œuvres destinées aux centrales électriques de Cruas-Meysse, de Chooz (1987), de Golfech (1988) ;
- murs en terre cuite et miroirs à La Défense (1984) et à Deuil-la-Barre (1984) ;
- Signal des Alpes (1984) ;
- sculpture monumentale pour Elf Nigéria (1992) et pour le district d'Isbergues (1995), trophées de l'innovation Elf et de golf Eurotunnel ;
- fresque en grès pour une HLM à Boulogne-Billancourt (Hauts-de-Seine), édition de masques pour les Ciments français ;
- arbre en coulée d'inox pour Ugine, sculpture monumentale en inox pour un centre de formation, masque géant au bénéfice du Téléthon (1995) ;
- À l'aube des temps, sculpture monumentale sur l'autoroute de l'Estérel : Lauréat du concours (1998).
- création et réalisation du Mémorial de la Paix pour la commune d'Alizay (Eure) : composé de 15 personnages semblant venir d'un songe qu'elles veulent nous faire partager. En granit de plus ou moins 2 m, ces sculptures pacifiées rappellent qu'il ne faut pas perdre l'idée que la paix est un équilibre fragile (octobre 2010)[22]
- interprétation de l'Aérotrain de Jean Bertin à Gometz-la-Ville (2002)[23],[24].
- Éruption solaire, sculpture monumentale de 8 m de hauteur en coulée d’inox pour le Committee of Qingdao National High-tech Industrial Development Zone (2015)
- Conception et réalisation Le Coq de 16 m de hauteur en acier inoxydable pour un grand vignoble
- Les Orgues, sculpture monumentale en acier inoxydable au rond-point de Molinghem (District du Pas-de-Calais) de 21m de hauteur[25]
- Bordeaux fête le vin  Création de la bouteille XXL pour le Château La France[26],[27]

## Expositions
- Exposition Cap sur la Planète Saulterre Rambouillet Territoires et Master class enfants dans le cadre de l’exposition pour les Journées du patrimoine (2016)[28]
- Invité d’honneur à la collégiale Saint-André de Chartres[29]
- Invité d’honneur à la 8e biennale de Saint-Léonard-de-Noblat (Haute-Vienne) (2000)[30]
- Exposition de dessins sur bâches géantes pour les Journées du patrimoine 2019 au prieuré des Moulineaux à Poigny-la-Forêt[31]

## Publications
- Jean-Gabriel Tordjman (photogr. Maryline Saulterre), Saulterre : entre les fils tissés par le soleil, 2011, 283 p.[32]
- (zh) Pr Mah, À la recherche de l’âme française, 2008.[source insuffisante]
- Emmanuel Dichats, Le Geste de Saulterre, s.d., 48 p.[33]

## Prix
- Création du prix Saulterre pour la sculpture sous l’égide du Salon national des Beaux-Arts (2014)[34]
- Trophée pour les Dentelles de Calais